# 발레다오스타 치즈
발레다오스타 치즈(이탈리아어: Valle d'Aosta Fromadzo 발레다오스타 프로마조[*]) 또는 발레도스트 치즈(프랑코프로방스어: Vallée d'Aoste Fromadzo 발레도스트 프로마조)는 이탈리아의 치즈로서 아오스타 현에서 만드는 특산품이다. 원산지 명칭 보호 지위를 획득하여 이 지역 외에는 생산될 수 없다.